# Аветіс Агаронян
Аветіс Аракелі Агаронян (4 січня, 1866, Игдир, Еріванська губернія (нині – Iğdır, Туреччина) – 20 березня 1948, Марсель) — вірменський політик, громадський діяч, письменник. Доклав багато зусиль для вирішення вірменського питання і створення першої республіки Вірменії. Його літературні твори були джерелом натхнення і боротьби вірменського революційного покоління кінця 19 — початку 20 ст.

## Біографія

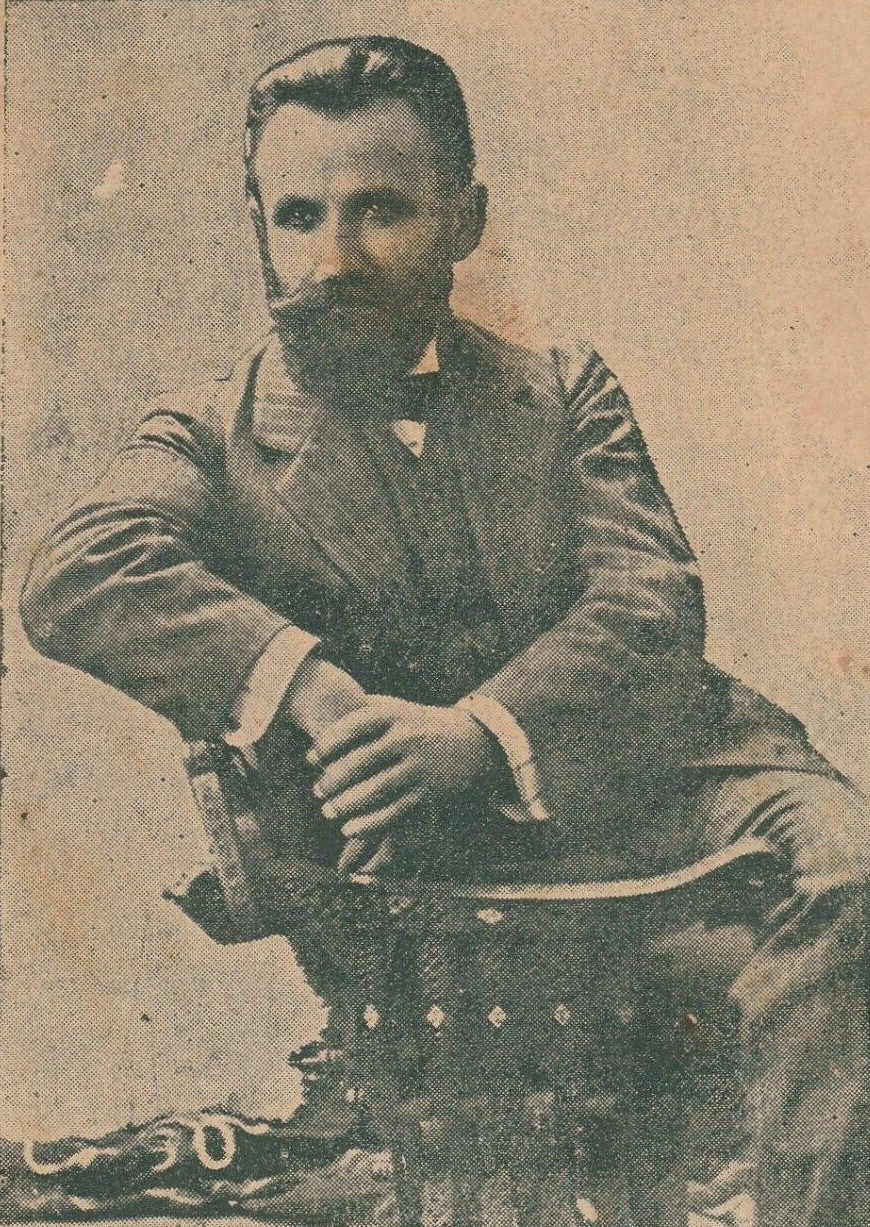
Аветіс Агаронян

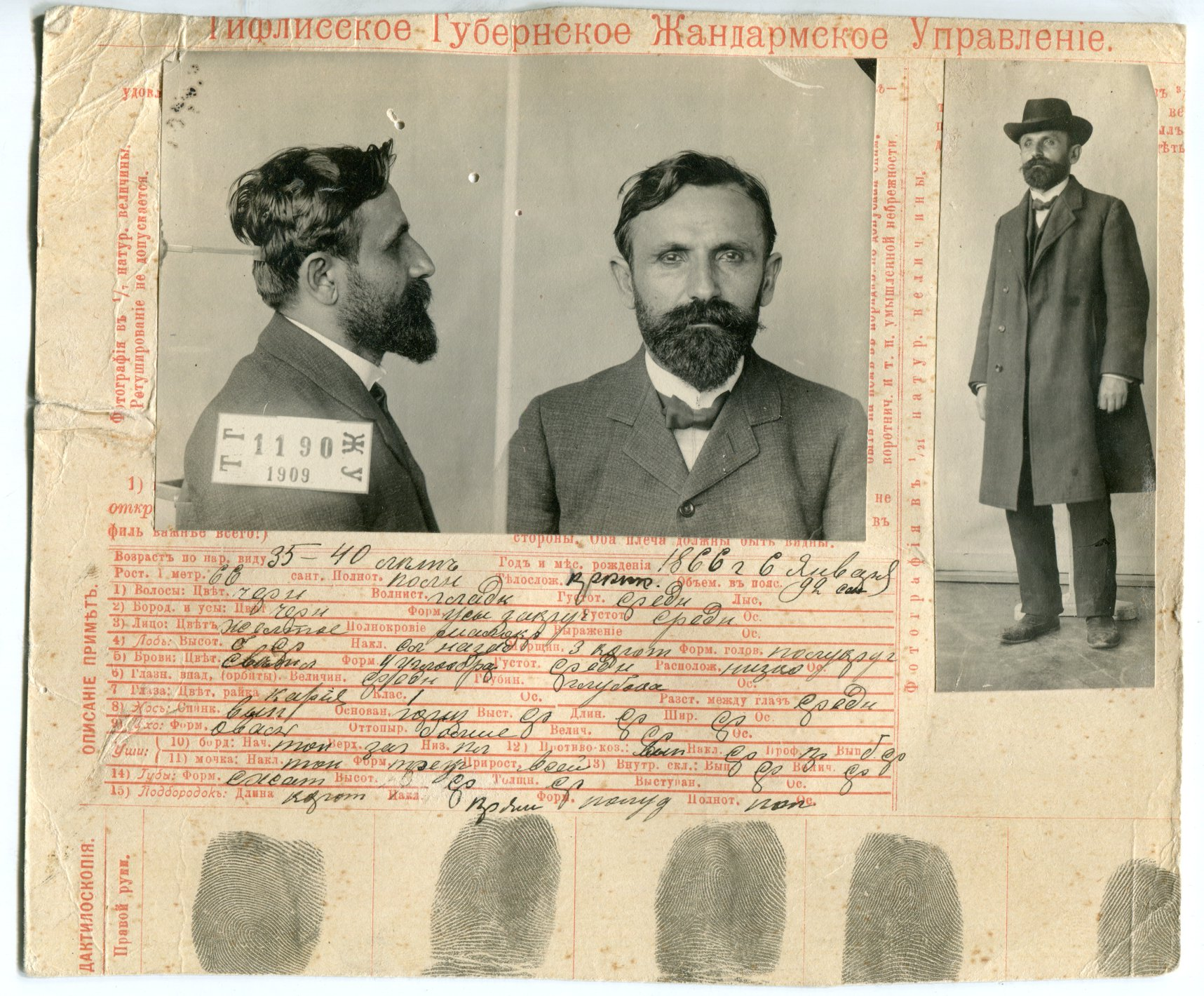
Карточка на Аветіса Агароняна, складенаТифліським губернским жандармським управлінням 1909 року.

Народився Аветіс Агаронян 4 січня 1866 року у селі Игдир, Еріванська губернія (нині – Iğdır, Туреччина). Закінчив Геворгянську семінарію в Ечміадзіні в 1886 році, Лозаннський університет в 1901 році та курси літератури в університеті Сорбонни. Ще студентом вів провірменську діяльність. Він представив вірменське питання європейським діячам. У 1907 році на Гаазькій мирній конференції у складі вірменської делегації подав петицію про вирішення вірменського питання. Вступив у партію АРФД («Дашнакцутюн»). Працював у журналі «Мурч» («Մուրճ» (ամսագիր, Թիֆլիս)) // «Молот», виходив у Тифлісі), газетах «Харадж» і «Алік» «Ալիք (թերթ)»). Був учителем, у 1907-1909 рр. був директором Нерсісіанської школи в Тифлісі.
У 1917 році він був обраний головою Вірменської національної ради, в 1919 році – членом парламенту першої республіки Вірменія (1918—1920), потім президентом. У 1919—1920 роках очолював делегацію Республіки Вірменія на Паризькій мирній конференції.

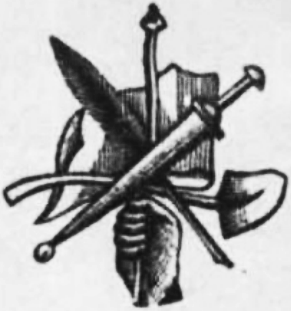

У 1920 році підписав Севрський мирний договір, брав участь у Лондонській (1921) і Лозаннській (1922—1923) конференціях. Свої роздуми про вірменську справу він узагальнив у книзі «Від Сардарапату до Севра й Лозанни» (1943).

Звісно, через надзвичайно несприятливі міжнародні реалії не стали реальністю Севр та Вірменія Вільсона, напрямки, яким Аветіс Агаронян повністю присвятив він себе, те 10 серпня 1920 року схвильовано оголосив найщасливішим днем у своєму житті, який розумів, що крім від несприятливої міжнародної обстановки першим ворогом вірмен була роз'єднаність.
Ազատությունը մեր հայրենիքի դուռը թակեց, բայց մենք հայ չէինք, այլ թուրքահայ, ռուսահայ, պարսկահայ․․․ նաև մշեցի, վանեցի, ղարաբաղցի, երևանցի, և նրան՝ մեր փրկիչին չհասկացանք, և ազատությունը մեր դռանը լացեց։

Свобода постукала в двері нашої Батьківщини, але ми були не вірменами, а турко-вірменами, русо-вірменами, персо-вірменами... також Мшеці, Вані, Карабах, Єреван, і ми не зрозуміли його, нашого спасителя, і воля плакала під нашими дверима...— 

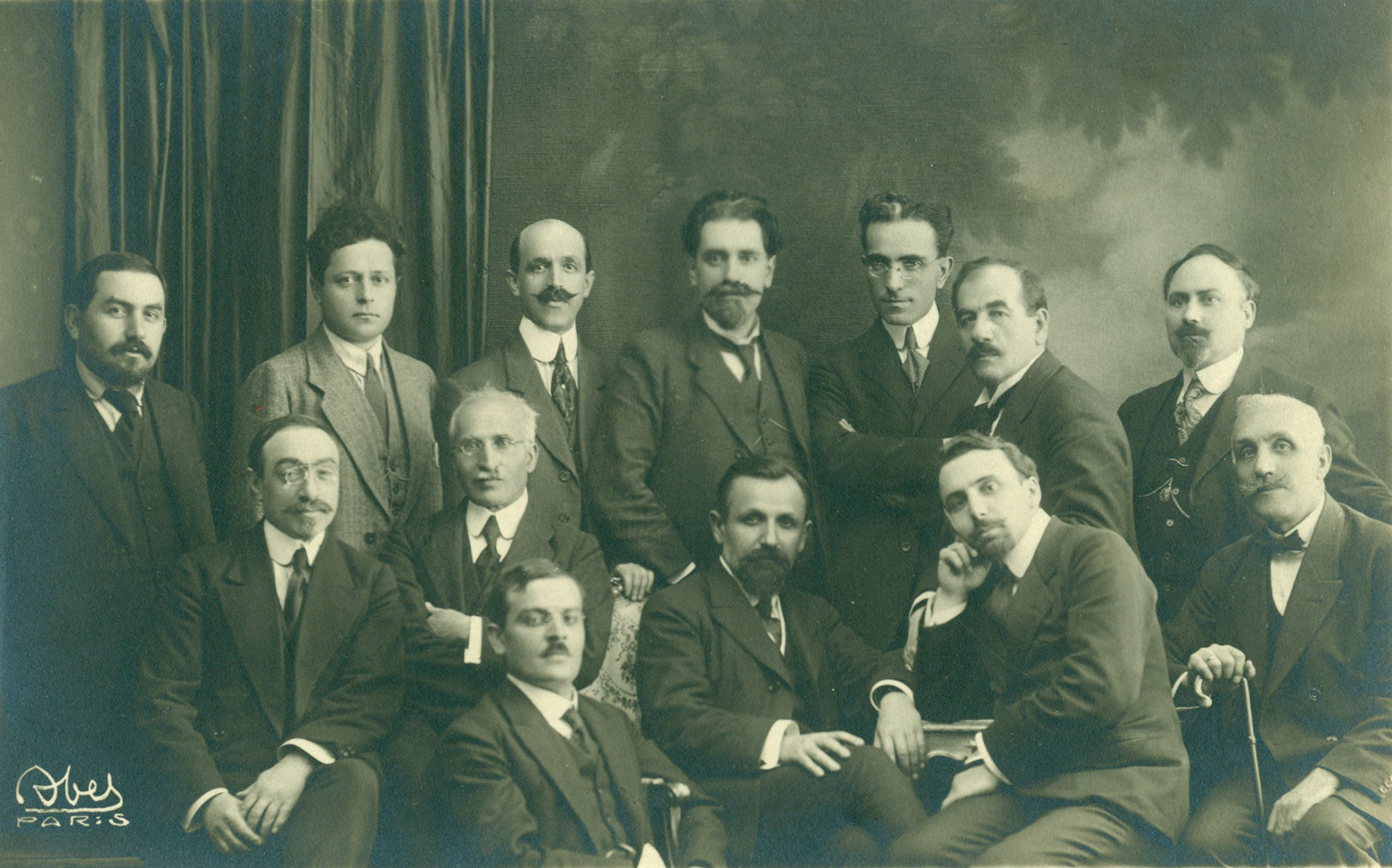
Делегація вірменського парламенту на Паризькій конференції, 1919 рік, Аветіс Агаронян сидить у центрі

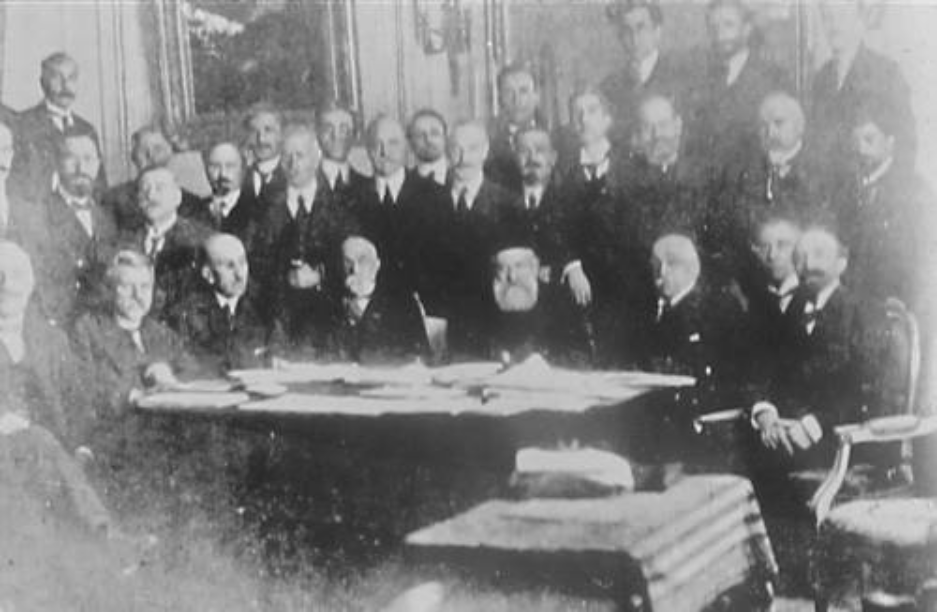
Делегація Вірменського Національного Конгресу у Парижі. 24 квітня 1919 року.

На жаль, ця його оцінка більшою чи меншою мірою зберегла свою актуальність і в наші дні. Агаронян був одним із найвпливовіших письменників ХХ століття, чиї твори викладалися у вірменських навчальних закладах, разом з ними навчалися й виховувалися покоління. Його перо вплинуло не лише на сучасність і якість висловлюваних ідей, на продуману символіку, але й на надзвичайно елегантну мову. Серед вірменських письменників він одним із перших переніс у Вірменію європейську дійсність, сільське та міське життя і представив її вірменському читачеві. Талант талановитого письменника був настільки великий, що він здатний символічно викласти широкі життєві філософії в простому, на перший погляд, сюжеті. Таким чином, Агаронян блискуче представляє життя світу і його руйнування з точки зору півня, позбавленого людської свідомості. Ааронівський національний, державно-політичний діяч і ааронівський письменник жив і творив для народу в обох своїх іпостасях. На жаль, багатогранна громадсько-політична, державна та дипломатична діяльність не виявила потенціал його наукового таланту.
До багатьох самовідданих вірмен, які жили заради Вірменії, доля не була прихильною, прогнавши їх з улюбленої батьківщини. Одним із них був Аветіс Агаронян. Цей вірменин-вигнанець усвідомлював небезпеку бути вірменом-емігрантом без майбутнього, вказував на обставину порятунку в еміграції та давав поради жити і ввічнювати на батьківщині. Як і все його свідоме і активне життя, останні 14 років цього життя, період паралічу, є важливими уроками для нас, вірмен, про сенс життя. бути прикутим до ліжка і не розмовляти своєю прекрасною вірменською через інсульт, і в такому стані знову думати про батьківщину, жити своєю тугою і сльозами, коли чує слово про Вірменію.
На початку 20 століття величезний вплив Аветіса Агароняна на громадську та художню думку часто приводив до протистояння. У 1920-х роках і в наступні десятиліття критика і неприйняття Агароняна були звичайною справою в радянській Вірменії, але вони не були новими. Проти Агароняна виступив Ваан Терян, а незабаром проти нього виступив Єгіше Чаренц, наступний великий прихильник проросійського орієнталізму та популістської ідеології. Чаренц, з гнівом реагуючи на величезний вплив Агароняна на вірменське життя і літературу, виступає проти його політичних поглядів, художніх творів і публічності, його діяльності як президента Вірменської національної ради і глави вірменської делегації на Паризькій мирній конференції.

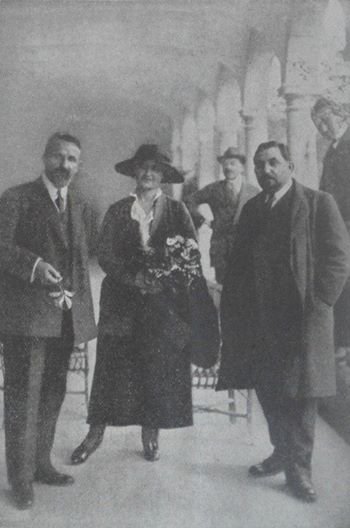
Аветіс Агаронян з другою дружиною Нврад, Венеція, ов. Сеінт-Лазарус, 1920 р.

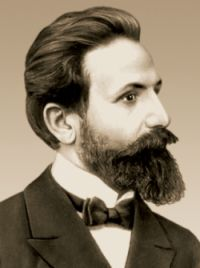
Аветіс Агаронян

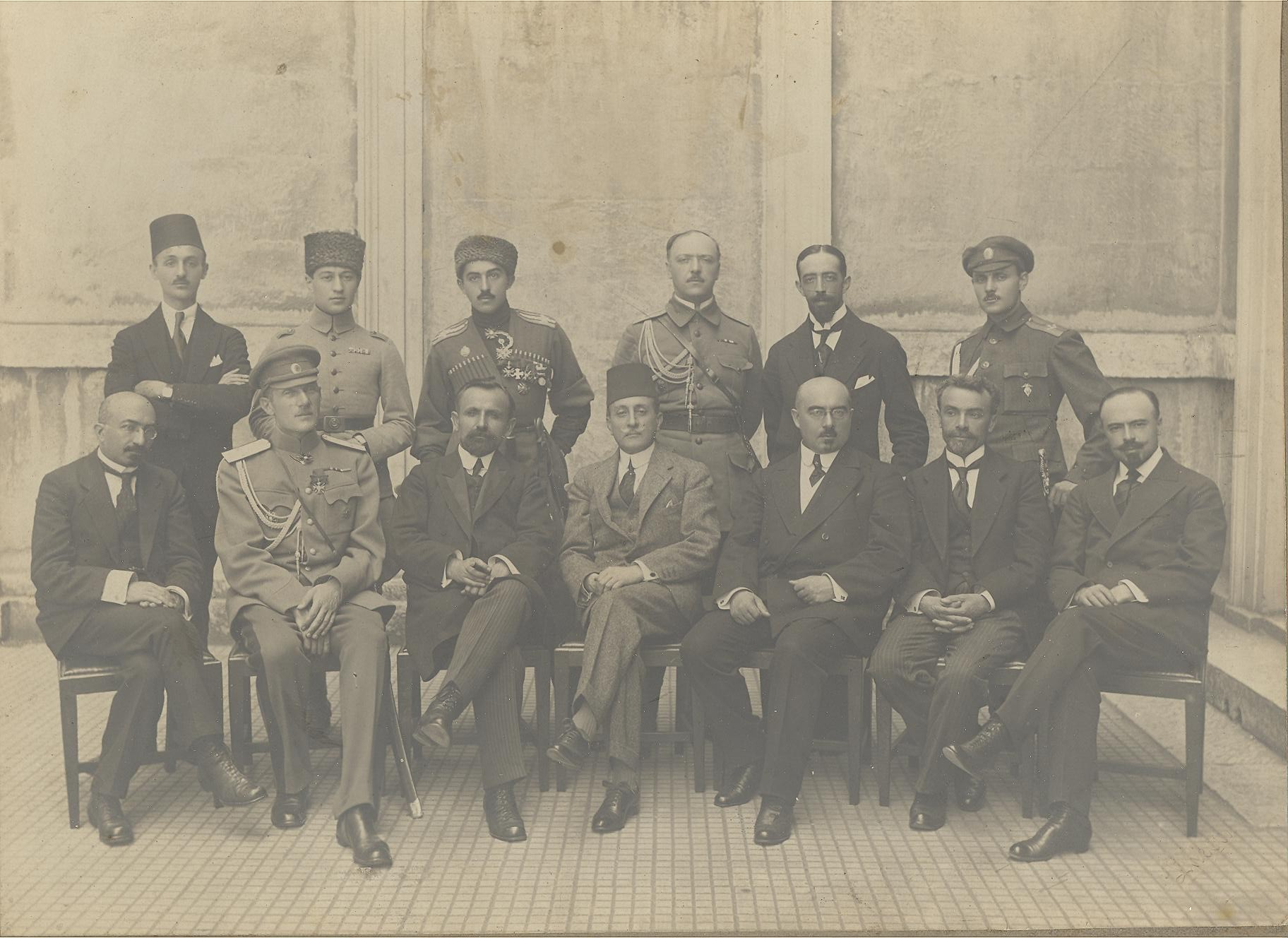
Вірменська делегація на чолі з Аветісом Агароняном у Константинополі. Сидять (зліва направо): Горг Хатісян, генерал Габріель Горгаян, Аветіс Агаронян, Мухтар Бей, Александер Хатісян, Хакоб Хочарян, Ментор Бунітян. Стоять: турецькі представники Нурі Бей і Ахмед Бей; Д. Шахбагов, А. Агабабян, Т.Мірзоян, Лєон Лісіцян. Armenian delegation, headed by Avetis Aharonyan cabinet in Constantinople. Sitting from left to right: Ghorg Khatisyan, General Gabriel Ghorganyan, Avetis Aharonyan, Muhtar Bey, Alexander Khatisyan, Hakob Kocharyan, Mentor Buniatyan. Standing: Turkish officials Nuri Bey and Ahmed Bey, then D․ Shahbaghov, A․ Aghababyan, T. Mirzoyan, Leon Lisitsyan.

Антиагаронівські виступи Чаренця почалися в 1918 р. і тривали до 1933 р., фактично охоплюючи весь зрілий період активної діяльності Агароняна. Вони висловлювалися як у статтях, так і в інтерв'ю. Серед останніх Чаренц відкрито називає ім'я адресата. Наприклад, повертаючись із-за кордону, він дає інтерв'ю тифліській газеті «Мартакоч» і розповідає про вірменську колонію в Парижі.
Գրականություն, բուն իմաստով գոյություն չունի գաղութներում։ Այնտեղ տիրում է Ռափայել Պատկանյանի ․․․ ոգին, կամ Ահարոնյանի լալկանությունը։

Літератури в колоніях у справжньому розумінні не існує.... Дух і неутримність Агароняна.— 
140 сторінок — Аветіс Агаронян отримав визнання як письменник, журналіст, публіцист, етнограф у вірменській дійсності 80-90-х років ХІХ століття. А на початку 20 століття і в перші десятиліття він став відомим як член Вірменської демократичної партії, громадський політик, а під час Першої Республіки Вірменія він також був президентом Національного парламенту в 1919 році. У його діяльності та літературній спадщині особливе місце займає художня творчість, яка є багатожанровою. написав оповідання, повість, повість, повість, щоденник, подорож, поему в прозі та ін., драми, окремі віршовані твори в різних видах художньої прози. Навіть нон-фікшн твори Агароняна багаті художніми елементами. вони написані образною мовою.
У 1921 році на Агароняна в Парижі був скоєний замах вірменин Олександр Тер-Закарян. За даними видань, Агаронян неодноразово допомагав хлопцеві, який до цього кілька років був учасником війни проти турків, а потім переїхав до Парижа. Тер-Закарян кілька разів просив Агарояна допомогти йому фінансово переїхати до США, але щоразу отримував відмову. У день замаху Тер-Закарян зайшов в кімнату Агароняна і після відмови знову дістав пістолет, але Агаронян зміг схопити його за зап'ястя, і куля застрягла в стіні. Суд постановив ув'язнити Тер-Закаряна на один рік і виплатити один франк постраждалій стороні .

## Пам'ять

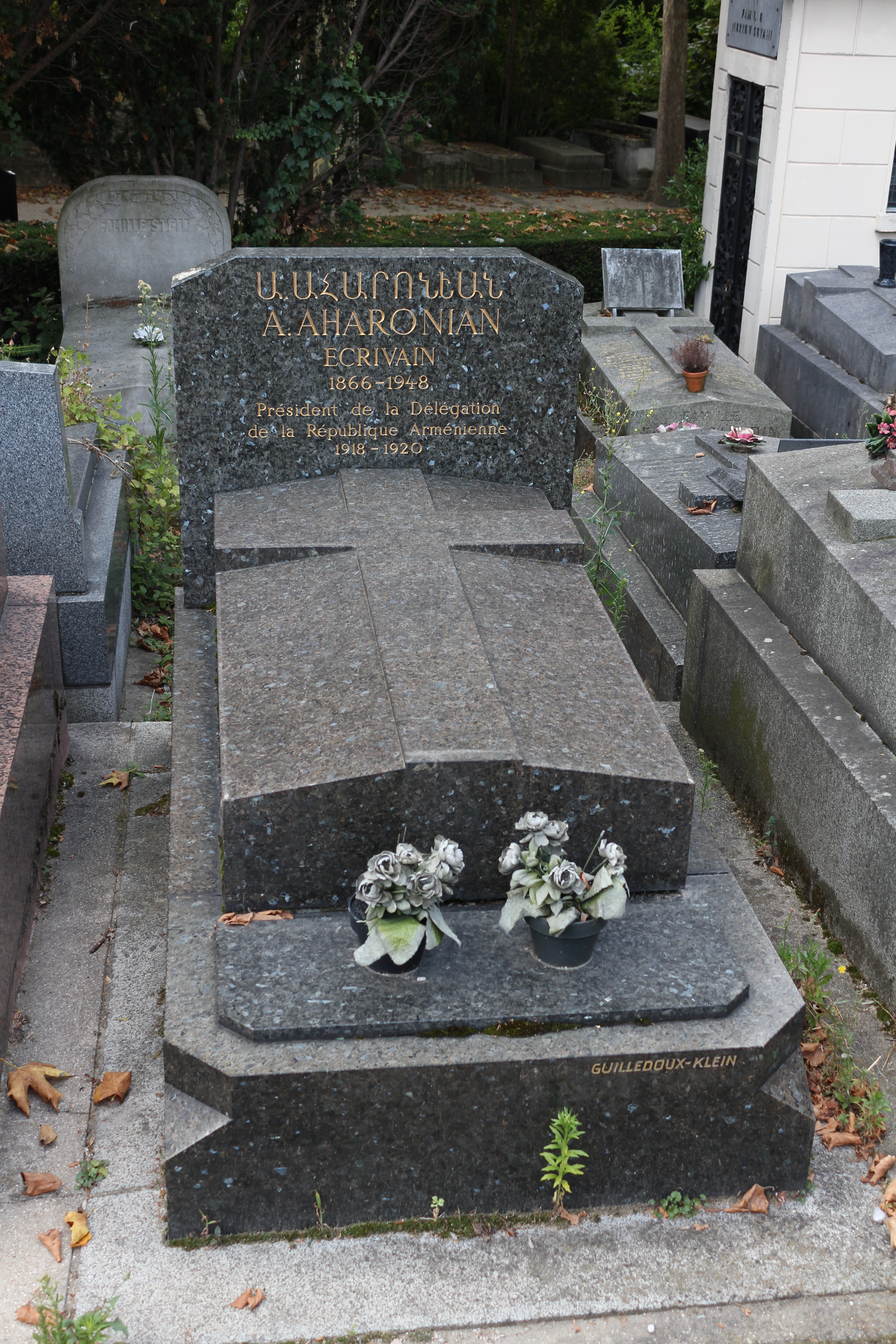
Могила Аветіса Агароняна в Парижі на кладовищи Пер-Лашез

15 грудня 2016 року в залі факультету вірменської філології ЄГУ відбулася міжнародна конференція, присвячена 150-річчю від дня народження Аветіса Агароняна за ініціативи Міністерства діаспори Вірменії, Національного вірменського освітньо-культурного Союзу, Єреванський державний університет . Підсумки конференції, матеріали, пов'язані з життям і діяльністю Аветіса Агароняна, були узагальнені в «Аветісі Агароняні-150. Матеріали конференції» у збірці.
В адміністративному районі Канакер-Зейтун Єревана є вулиця Аветіса Агароняна.

## Псевдоніми
Використовував такі псевдо: <a href="https://hy.wikipedia.org/wiki/Ա._(ծածկանուն)" rel="mw:ExtLink" title="Ա. (ծածկանուն)" class="cx-link" data-linkid="219">Ա.</a>(А.), <a href="https://hy.wikipedia.org/wiki/Ա._(ծածկանուն)" rel="mw:ExtLink" title="Ա. (ծածկանուն)" class="cx-link" data-linkid="219">Ա.Ա.</a>(А. А.), <a href="https://hy.wikipedia.org/wiki/Ա._(ծածկանուն)" rel="mw:ExtLink" title="Ա. (ծածկանուն)" class="cx-link" data-linkid="219">Ա.</a> <a href="https://hy.wikipedia.org/wiki/Ա._(ծածկանուն)" rel="mw:ExtLink" title="Ա. (ծածկանուն)" class="cx-link" data-linkid="219">Ա.</a>հ. (А. Ah.), Գեղասեր (Geghaser), Կռան (Kra), Կրեսչենդո (Crescendo), Կուրբաթ-Հարուն (Kurbat-Harun), Ղարիբ (Gharib), Վաստակավոր (Vastakavore), Տարագիր (Taragir), ***, Avesta, Promethee ….